# Богемия
Боге́мия (чеш. Čechy, нем. Böhmen — Бёмен, от лат. Boiohaemum, Bohemia, родина бойев) — историческая область в Центральной Европе, занимающая западную часть современной Чешской Республики, устаревшее немецкое название Чехии — территории исторического расселения чехов.
К началу христианской эры в Центральной Европе территория Богемии была заселена кельтскими племенами бойев (откуда и название). С VI века её постепенно заселяют славянские племена, и вскоре Богемия становится территориальным центром Чешской державы.

## Географическое положение
В настоящее время Богемия наряду с Моравией и Чешской Силезией входит в состав Чешской Республики.
Площадь — 52 750 км². Граничит на севере и юго-западе с ФРГ, на северо-востоке — с Польшей, на востоке — с Моравией, а на юге — с Австрией. Население Богемии составляет около 6,25 миллиона человек.
Со всех сторон Богемия окружена горами. Новоградские горы, Шумава, Чешский Лес, Рудные горы, Лужицкие горы, Йизерские горы, Крконоше с наивысшей горой Снежкой (высота вершины — 1603 м), Орлицкие горы, Чешско-Моравская возвышенность на востоке.
Тем самым образуется природный ландшафт, ограниченный водоразделами бассейнов рек Влтавы (Молдавы) и Лабы (Эльбы) (до границы с Германией). В Лабу впадает также Огрже (Эгер), чьи истоки находятся во Франконии (в горах Фихтель). Таким образом, южные границы Чехии имеют свою часть в главном европейском водоразделе.
Другие важные реки — Бероунка, Отава, Малше, Лужнице, Сазава (частично в Моравии), Упа, Орлице, Йизера, Огрже (частично в Германии, Бавария).
Бассейны Дуная и Одера занимают только 6,4 % территории области (3184 км²), тогда как главную часть занимает бассейн Эльбы (48 772 км²).
Самое большое озеро — Черне (Чёрное) на Шумаве.

## Административное деление
Современным границам Богемии уже более 1000 лет, только Эгерланд присоединён в позднем Средневековье.
Богемия занимает две трети территории Чешской республики.
На территории Богемии полностью расположены административно-территориальные единицы Чешской Республики — Прага, столичный город, Среднечешский край, Пльзеньский край, Карловарский край, Устецкий край, Либерецкий край и Краловеградецкий край, а также большая часть Пардубицкого края, около половины территории края Высочина и один населённый пункт Южноморавского края.
Основные города с указанием численности населения на 01.01.2019:
1. Прага (1 308 000)
2. Пльзень (172 441)
3. Либерец (104 445)
4. Ческе-Будеёвице (94 014)
5. Усти-над-Лабем (92 952)
6. Градец-Кралове (92 742)
7. Пардубице (90 688)
8. Кладно (69 054)
9. Мост (66 186)
10. Карловы Вары (48 501)

## История
Устаревшее название исторической Чехии — Богемия — происходит от названия кельтских племён бойев, населявших эту территорию в течение нескольких веков и позднее вытесненных другими племенами. В 1526—1918 — «Богемия» — официальное название Чехии (без Моравии) как части Габсбургской империи (Австро-Венгрии).
Термин Богемия также ранее использовался в российской историографии для обозначения исторической области Чехия и Чешского государства в Средние века, а также (вместе с понятиями Моравия и Чешская Силезия) иногда используется в регионоведении современной Чехии.

## Культура
Покровителем и национальным святым Чехии является святой Вацлав.
Богемия была регионом, в котором религиозные и этнические контрасты были тесно переплетены друг с другом. Таким образом, богемская культура являлась синтезом немецкой, чешской и еврейской культур. Такие писатели, как Адальберт Штифтер, Райнер Мария Рильке, Ярослав Гашек, Франц Кафка, Карел Чапек, Франц Верфель и Фридрих Торберг, или композиторы Бедржих Сметана, Антонин Дворжак, Леош Яначек, Густав Малер, Богуслав Мартину, Франтишек Правда и Виктор Ульман черпали своё вдохновение в богатых культурных традициях страны. Газета на немецком языке «Tagblatt» (рус. Ежедневный вестник) считалась одной из лучших газет своего времени. Яркая природа и история Богемии описываются в романе Жорж Санд «Консуэло».
Хорошо известно в России богемское стекло или чешское стекло. Изделия из чешского хрусталя и бижутерия являются неотъемлемой частью индустрии туризма.
Нельзя не упомянуть о скаковых лошадях Кински, редкой породе лошадей, разводимой в Чехии с 1838 года графом Октавианом Кински.
Влияние чешской культуры, в особенности на Австрию, не ограничивалось только искусством и литературой. Так, австрийская кухня заимствовала множество чешских блюд. На весь мир славится и чешское пиво. Типичными блюдами чешской кухни являются кнедлики, гуляши и сладкие мучные блюда.